# Lae
Lae est la capitale de la province de Morobe en Papouasie-Nouvelle-Guinée. C'est la deuxième ville du pays pour ce qui est de la population avec près de 120 000 habitants. Elle se situe dans le golfe d'Huon près de l'estuaire de la rivière Markham.
La ville est située au débouché de la Highlands Highway qui est l'unique voie d'accès à la région des Hautes-Terres. C'est de ce fait le port le plus important du pays permettant d'approvisionner et d'écouler les productions de l'intérieur des terres.

## Historique
La ville fut fondée lors de la ruée vers l'or dans les années 1920-1930. Comme de nombreuses villes papouanes elle a commencé à se développer autour d'un aérodrome, aujourd'hui désaffecté et remplacé par l'aéroport Lae Nadzab. Le ravitaillement destiné aux chercheurs d'or arrivait par voie de mer puis était expédié par avion jusqu'à la zone aurifère de Wau.
En juillet 1937, Lae fit la une de la presse mondiale après que l'aviatrice américaine Amelia Earhart y ait été vue pour la dernière fois alors qu'elle s'envolait pour les États-Unis. Elle ne fut jamais retrouvée.
Lorsque des éruptions volcaniques eurent lieu en 1937 à Rabaul, sur l'île de Nouvelle-Bretagne, décision fut prise de transférer la capitale du Territoire de Nouvelle-Guinée à Lae. La Seconde Guerre mondiale mit abruptement fin à ce transfert et, en 1942 les japonais occupèrent la ville. Avec Rabaul et Salamaua, Lae devint l'une des principales bases de l'empire du Japon en Nouvelle-Guinée.

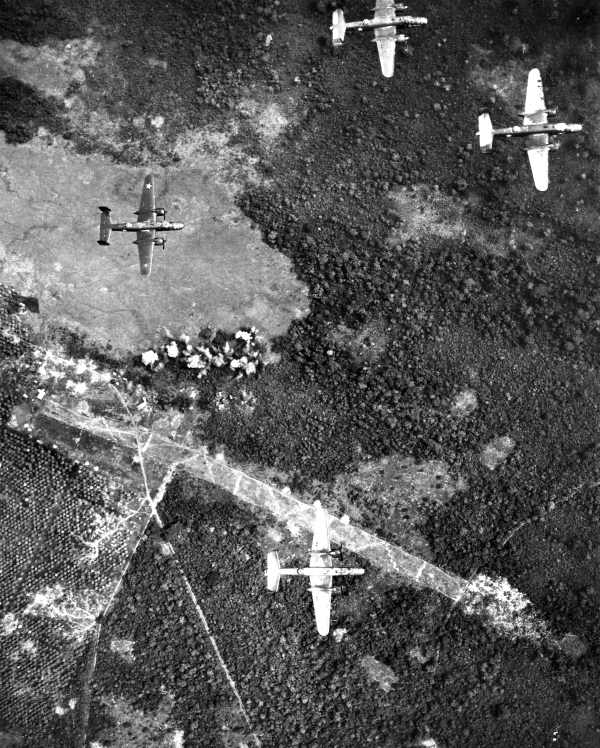
Bombardement américain près de Lae en 1943.

Durant l'année 1943, après un débarquement et les défaites de la campagne de la piste Kokoda, de la bataille de Buna-Gona et de la bataille de Wau, les Japonais furent forcés de se retirer de Lae et de Salamaua. Néanmoins la campagne de Salamaua-Lae fut marquée par des combats acharnés avant que les alliés ne puissent reprendre la ville le 16 septembre.
Le développement de Lae après guerre est directement lié à celui des Hautes terres. Lae était le débouché naturel pour les plantations de café et de thé qui s'y développaient. On perça par la suite la Highlands Highway afin de faciliter la liaison entre Lae et l'intérieur du pays. Lors du boom minier des années 1980-1990, l'importance de Lae en tant qu'interface entre les Highlands et le reste du monde se renforça encore.
La ville a accueilli avec Port Moresby l'édition 1991 des Jeux du Pacifique sud.

## Climat

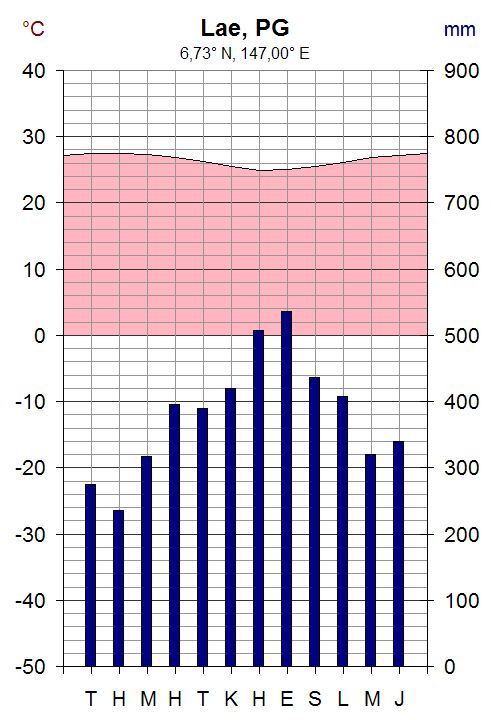
Climat de Lae.

Lae possède un climat equatorial (Köppen: Af); se caracterisé par des températures cohérement chaudes et des pluies torretielles toute l'année. Grâce à sa position seulement six dégres de l'équateur, la ville est plus sujet à la Zone de convergence intertropicale plus que d'Alizé et des cyclones. Par conséquent, Les temps maximales montent au-dessus de 28,0 ºC durant tous les mois; tandis que les temps minimales ne descendent que jusqu'à 22,3 ºC en août. De plus, les précipitations annuelles sont extraordinaires: environ 4 432,9 mm, avec au moins 239,9 ºC de pluie au chaque mois, et Il y a en moyenne 246 jours pluvieux.
| Mois                                | jan.  | fév.  | mars  | avril | mai   | juin  | jui.  | août  | sep.  | oct.  | nov.  | déc.  | année   |
| ----------------------------------- | ----- | ----- | ----- | ----- | ----- | ----- | ----- | ----- | ----- | ----- | ----- | ----- | ------- |
| Température minimale moyenne (°C)   | 24,3  | 24,2  | 24,2  | 23,9  | 23,6  | 23    | 22,4  | 22,3  | 22,6  | 23,2  | 23,7  | 23,9  | 23,4    |
| Température maximale moyenne (°C)   | 31,5  | 31,5  | 31    | 30,5  | 29,8  | 28,8  | 28,1  | 28    | 28,7  | 29,6  | 30,5  | 31,1  | 29,9    |
| Précipitations (mm)                 | 241,6 | 239,9 | 281,1 | 347,2 | 348,9 | 502,8 | 477,9 | 516,9 | 360,9 | 442,4 | 334,9 | 338,2 | 4 432,9 |
| Nombre de jours avec précipitations | 16    | 17    | 18    | 21    | 21    | 21    | 24    | 24    | 22    | 22    | 21    | 19    | 246     |

## Éducation
La ville abrite l'Université de technologie de Papouasie-Nouvelle-Guinée dans sa ville.

## Jumelage
- Cairns (Australie) depuis 1984